# 王志泰
王志泰（1941年12月3日—），生于中国江苏省，為注册会计师和高级经济师。毕业于中央财政金融学院会计系，早期任職於中华人民共和国财政部. 后置身于保險業，任中国人寿保险信托投资公司副总经理。曾任中國企業發展研究中心副理事長、北京華盛保險代理公司總經理，以及几家中国上市公司的独立董事。

## 工作经历
- 1991年11月~1996年1月：中国人民保险公司寿险核算处处长
- 1996年1月~2001年7月：中国人寿保险信托投资公司副总经理[1][2]
- 中国人寿保险总公司巡视员
- 安徽黄山市花溪饭店董事长
- 上海中保大厦董事
- 中国企业发展研究中心副理事长
- 北京华盛保险代理公司总经理
- 中科英华股份有限公司独立董事
- 湖北新华光信息材料股份有限公司独立董事[3]
- 北京红星股份有限公司独立董事
- 北京指南针科技发展股份有限公司独立董事[4]

## 其他经历
- 中央财经大学第二届北京校友会副会长[5][6]
- 中央财经大学校友合唱团团长[7]